# Boonville (Texas)
Pour les articles homonymes, voir Boonville.
Boonville est une ancienne localité et dorénavant une ville fantôme, qui était située le long de la route farm-to-market 158, dorénavant connue sous le nom de Boonville Road, au nord-est de Bryan dans le comté de Brazos, au Texas, aux États-Unis. L'ancien site de la ville se trouve maintenant dans un cimetière bien entretenu, à côté d'un lotissement appelé Austin's Colony. Boonville a été le premier siège du comté de Brazos,.

### Source de la traduction
- (en) Cet article est partiellement ou en totalité issu de l’article de Wikipédia en anglais intitulé « Boonville, Texas » (voir la liste des auteurs).